# 신시아 라몽태그니
신시아 러몬테인(Cynthia Lamontagne, 1966년 2월 15일 ~ )은 미국의 배우이다.
미국에서 태어났다.

## 출연 작품

### 영화
- 칼리토 (1993)
- 디제스터 (1996)
- 케이블 가이 (1996)
- 오스틴 파워: 제로 (1997)
- American Virgin (2000)

### 텔레비전
- 요절복통 70 쇼 (2001-02)
- 뱀파이어 해결사 (2001-02)